# طرق في الكويت

طرق الكويت الرئيسية

تتميز الطرق في الكويت بأنها ممهدة ومرصوفة. فيبلُغ إجمالي الطرق حوالي 5,749 كم، منها 4,887 كم ممهد. وبحسب دراسة أُجريت في 2015، بلغ عدد السيارات 1,925,168 سيارة تتنوع من مركبات خاصة ومركبات اجرة إلى مركبات نقل عام وحتى مركبات حكومية.
السرعة القصوى في الكويت هي 120 كم/ساعة في الطرق السريعة.

## الطرق الرئيسية
- الدائري الأول: تم تسميته طريق صباح الأول [2] ويمر هذا الخط في حدود العاصمة مدينة الكويت، فيبدأ من قصر دسمان وينتهي امام سوق المباركية. ويبلغ طول الطريق تقريباً 6.5 كيلومترات.
- الدائري الثاني: تم تسميته شارع خالد يوسف المرزوق [3] ويبدأ من شرق شارع الخليج العربي وينتهي في منطقة ميناء الشويخ. على امتداد 7 كيلومترات
- الدائري الثالث: تم تسميته شارع عبد الله علي المطوع [4] ويبدأ من شارع الخليج امام الجزيرة الخضراء وينتهي عند طريق المطار (طريق 55). يبلغ طول الطريق تقريباً 8 كيلومترات
- الدائري الرابع: تم تسميته طريق حسين بن علي الرومي [5] ويبدأ من منطقة السالمية، ويمر عبر منطقة الشويخ، وينتهي عند دوار الامم المتحدة. ويبلغ طول الطريق 16.6 كيلومتراً
- الدائري الخامس: تم تسميته طريق الشيخ زايد بن سلطان آل نهيان [6] يبدأ من شارع الخليج العربي المجاور لمنطقة السالمية وينتهي عند تقاطعه مع طريق الجهراء. ويبلغ طول الطريق 30.3 كيلومتراً
- الدائري السادس: تم تسميته طريق جاسم محمد الخرافي [7] وهو يعد أطول الخطوط الدائرية حيث يبلغ طوله 51 كيلومتراً.ويبدأ الدائري عند منطقة المسيلة، والذي يتقاطع مع الطريق السريع 30. وينتهي الطريق عند تقاطعه مع طريق الجهراء.
- الدائري السابع: تم تسميته طريق السلطان قابوس بن سعيد: يبدأ من منطقة أبو فطيرة عندما يلتقي الطريق الساحلي مع طريق الفحيحل السريع، وينتهي الطريق عند منطقة الصليبية. ويبلغ طول الدائري السابع 34 كيلومتراً تقريباً.
- طريق 25: هو طريق ساحلي على بحر الخليج العربي ينقسم إلى ثلاثة أقسام، القسم الأول يبدأ من تقاطعه مع طريق جمال عبد الناصر في منطقة الشويخ إلى رأس السالمية ويطلق عليه شارع الخليج العربي بإجمالي طول 20 كيلومتر. اما القسم الثاني من طريق 25 فيطلق عليه شارع البلاجات ويبدأ من رأس السالمية وحتى تقاطعه مع الدائري الخامس (دوار البدع). اما القسم الثالث والأخير فهو يبدأ من دوار البدع إلى منطقة المسيلة وتحديداً الدائري السادس، ويطلق على هذا الشارع باسم شارع التعاون
- طريق 30: وينقسم إلى قسمين، القسم الأول يبداً من مدينة الكويت مروراً بمنطقة الشعب وحتى مروره أسفل الدائري الرابع ويطلق على هذا الطريق شارع عيسى بن سلمان آل خليفة ويبلغ طول الطريق 6.5 كيلومتر، اما القسم الثاني من طريق 30 فيبدأ من الدائري الرابع ويمر على أغلب المناطق الساحلية مثل السالمية والفنطاس والعقيلة والفحيحيل ويسمى هذا الطريق اختصارا طريق الفحيحيل السريع أو خط الملك عبد العزيز، ومن ثم يتحد مع طريق 40 المتجه نحو منفذ النويصيب الحدودي مع السعودية. حيث يبلغ طول الطريق 51 كيلومتراً.
- طريق 40: ينقسم إلى قسمين، القسم الأول يسمى طريق المغرب السريع حيث يبدأ من مدينة الكويت حتى مروره اسفل الدائري الخامس ويمر على أغلب المناطق الداخلية مثل حولي والجابرية والسرة لمسافة 7 كيلومترات، اما القسم الثاني يسمى اختصارا طريق الملك فهد ويمتد من اسفل الدائري الخامس مروراً بمنطقة الأحمدي ليتجه لمنفذ النويصيب الحدودي جنوب دولة الكويت مع السعودية ويبلغ طول هذا الطريق 97 كيلومتراً، وينتهي في البحرين.
- طريق 50: وينقسم ايضاً إلى قسمين، القسم الأول يسمى طريق الرياض ويبدأ من مدينة الكويت إلى الدائري الخامس مروراً بمناطق الشامية وضاحية عبد الله السالم والفيحاء وكيفان والخالدية وقرطبة ويبلغ طول الطريق 11 كيلومتراً. أما القسم الثاني يسمى اختصارا طريق الملك فيصل، يبدأ من الدائري الخامس إلى مطار الكويت الدولي مروراً بمنطقتي خيطان وجنوب السرة ويبلغ طول هذا القسم 8.5 كيلومتر.
- طريق 55: ويسمى طريق المطار حيث يبدأ من مطار الكويت الدولي حتى تقاطعه مع طريق جمال عبد الناصر شمالاً. بطول 12 كيلومتراً
- طريق 60: ويسمى طريق الغزالي حيث يربط بين المنطقة الحرة شمالاً ومطار الكويت الدولي جنوباً.
- طريق 70: ويسمى اختصارا طريق السالمي أو طريق الشيخ صباح السالم الصباح، يربط الجهراء بمنفذ السالمي الحدودي مع السعودية.
- طريق 80: وهو ينقسم إلى قسمين، القسم الأول يربط مدينة الكويت بمدينة الجهراء تحديداً عند تقاطعه مع الدائري السادس ويسمى طريق الجهراء. اما القسم الثاني فيبداً من تقاطع الطريق مع الدائري السادس ويمتد منها إلى منفذ العبدلي الحدودي مع العراق ويسمى طريق الشيخ جابر الأحمد الصباح.
- طريق 85: ويسمى طريق جمال عبد الناصر وهو يربط مدينة الكويت شرقاً بمدينة جابر الأحمد غرباً ويمر بالعديد من المناطق منها: الشويخ السكنية، الشويخ، غرناطة، الصليبيخات، الدوحة.
- طريق 801: ويسمى هذا الطريق اختصاراً طريق الصبية أو طريق الشيخ سعد العبد الله السالم الصباح وهو يمتد على مسافة 65 كيلومتراً، يبدأ من تقاطع الطريق مع طريق الجهراء وحتى جزيرة بوبيان حيث ان الطريق متوازي مع جون الكويت. يذكر ان طريق 801 تم تطويره بالكامل عام 2010 [8]
- جسر الشيخ جابر الأحمد الصباح: هو جسر بحري يربط الكويت بمدينة الصبية مدينة الحرير الجديدة. ويهدف الجسر اختصار المسافة والوقت بين مدينة الكويت ومدينة الحرير الجديدة، إلى 15 دقيقة، بدلًا من الساعة الواحدة. ينقسم جسر الشيخ جابر الأحمد إلى وصلتين، الوصلة الأساسية باسم وصلة الصبية، والوصلة الأخرى باسم وصلة الدوحة.

## الكاميرات المرورية
تنتشر الكاميرات المرورية على جميع الطرق والطرق السريعة والطرق الدائرية الرئيسية وبالقرب من إشارات المرور، فتنفق الحكومة الكويتية ما يقارب 450 مليون دولار لهذه الكاميرات.

### الكاميرات الحالية

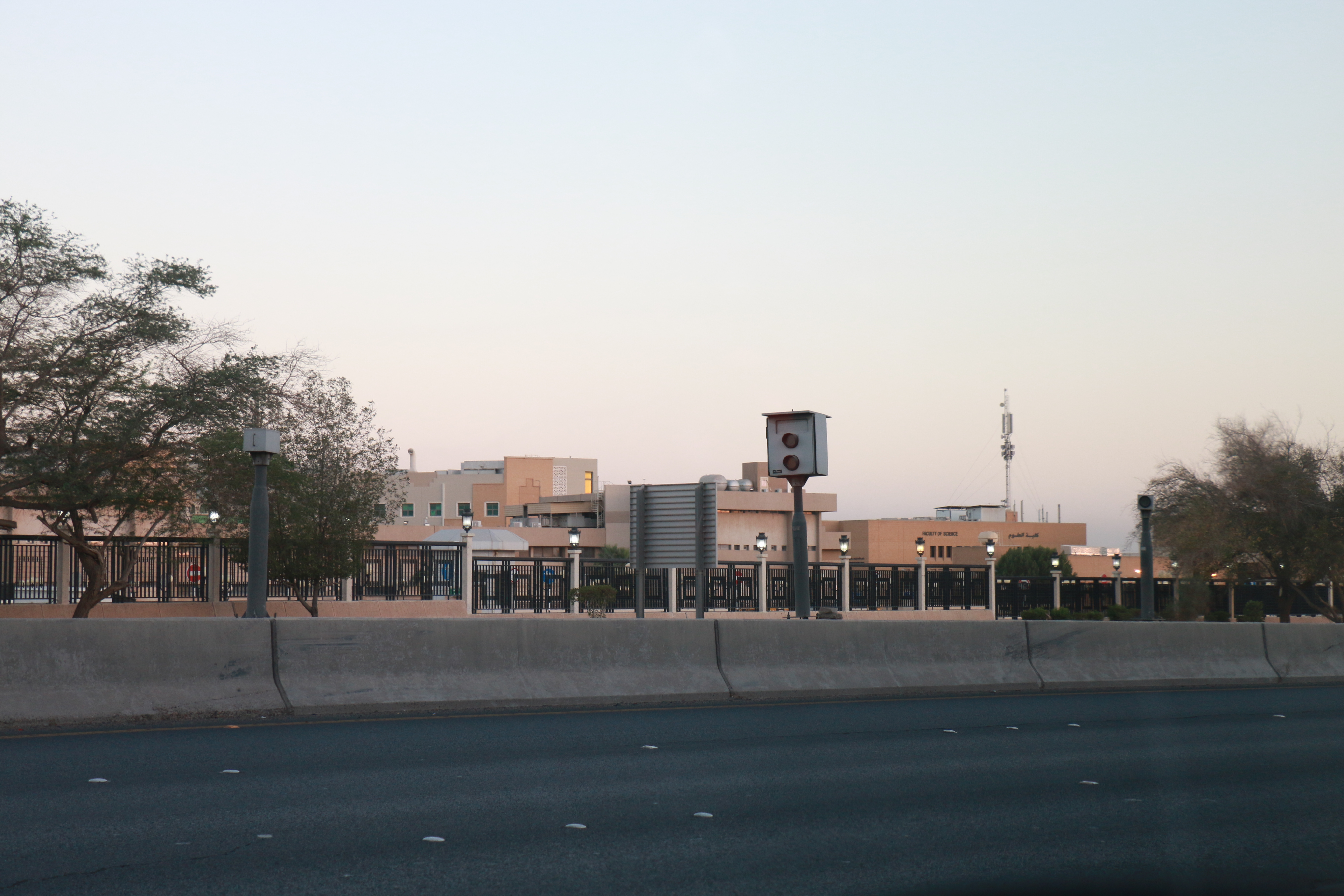
الكاميرا المرورية المستخدمة في جميع الطرق

هذا النوع من كاميرات المرور يتكون من جهازين منفصلين، ولقد تم تطبيقه لأول مرة في الكويت في شهر مارس 2011 بالتعاون مع شركة نفط الكويت حيث تم استخدام هذه الكاميرات في منطقتي «المقوع» و«برقان» الأمنية.
وبعد مرور أكثر من عام على تطبيقه وتحديداً في 15 يونيو 2012  تم إستخدامه في طريق صباح الأول (الدائري الأول) على مسافة محدودة لا تتجاوز ثلاثة كيلومترات.

#### فكرة عمل النظام
يطلق على هذا النظام اسم (Point To Point) أو (النقطة إلى النقطة) أو (الكاميرا إلى الكاميرا). فهو يقوم بحساب الزمن المقطوع بين كاميرتين ثابتتين وبمسافة معلومة مسبقاً، هذهِ المسافة تُسمى القطاع وهي تتراوح بين كيلومتراً واحداً إلى 10 كيلومترات. تقوم الكاميرا الأولى بتصوير لوحة المركبة عند دخولها هذا القطاع ووقت الدخول، ثم تُرسَل هذهِ المعلومات إلى الكاميرا الأخرى. فعند وصول المركبة إلى الكاميرا الأخرى، يتم تصوير المركبة مرة أخرى وتسجيل الوقت الذي وصلت به، ثم تقوم الكاميرا بحساب متوسط سرعة المركبة والزمن الذي قطعت به المركبة هذهِ المسافة، فإذا كان الزمن طبيعي، يتم مسح الصور. أما إذا كان الزمن قليل فسيتم الإحتفاظ بالصورة ومخالفة قائد المركبة.

### الكاميرات الجديدة

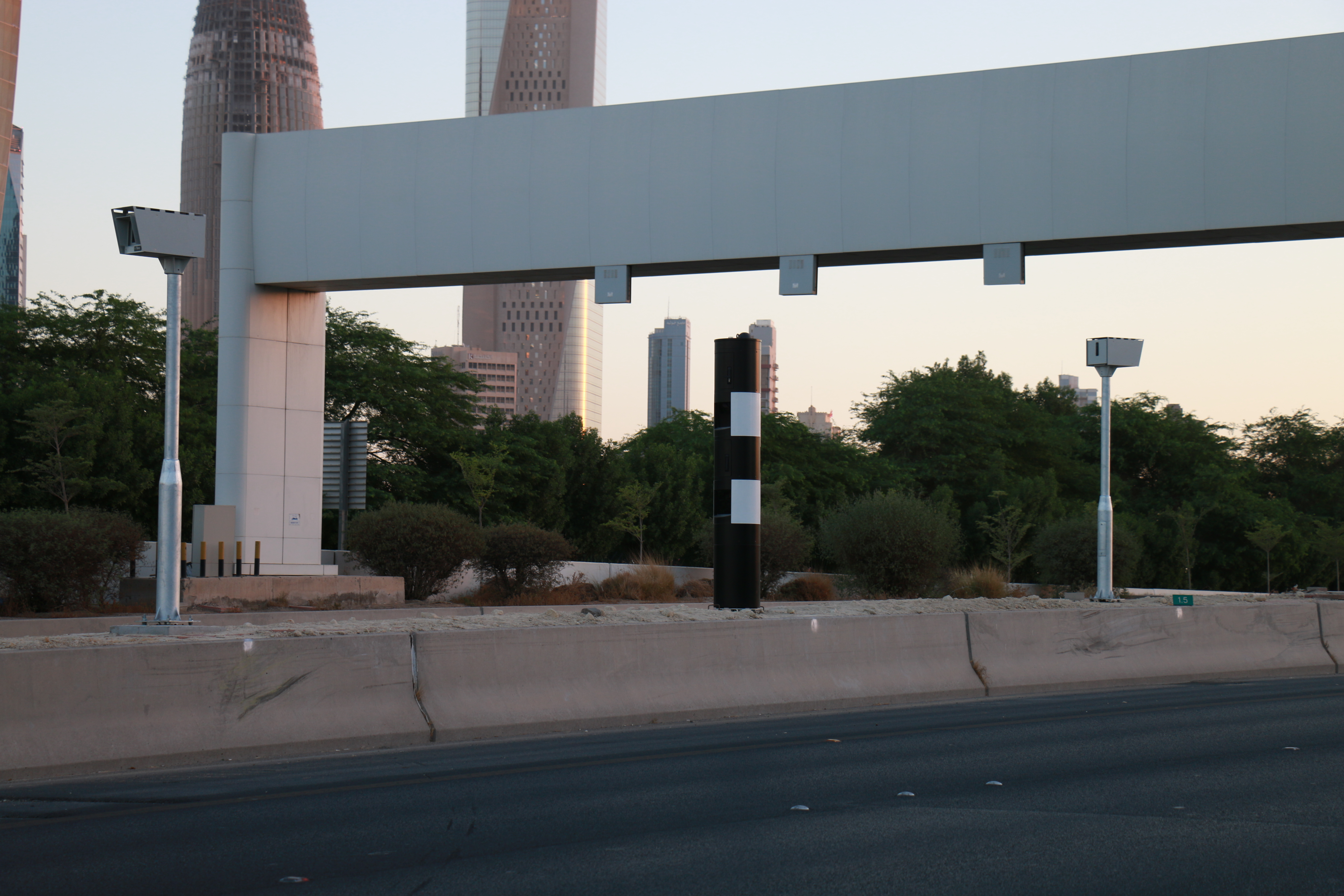
كاميرا جديدة تحمل الاسم TraffiTower 2.0 تم تركيبها حديثاً

عززت وزارة الداخلية من اسطول كاميراتها بتركيب 60 كاميرا جديدة من نوع TraffiTower 2.0 في تاريخ 4 مايو 2017. حيث تمتاز هذهِ الكاميرا عن شقيقتها القديمة بعدة امور، اهمها:
1. تستطيع الكاميرا تصوير الطريق من الجهتان، حيث ان الكاميرات القديمة تحتوي على عدسة واحدة فقط موجهة لجهة واحدة من الطريق.
2. تستطيع الكاميرا تصوير جميع الحارات بنفس الوقت بما في ذلك حارات الأمان اليمنى واليسرى.
3. تستطيع الكاميرا ضبط الشاحنات المخالفة التي تسير في أوقات المنع.
4. تعمل الكاميرا عمل المراقبة المستمرة بدون انقطاع، حيث تستطيع مراقبة الشارع وبث التصوير الحي للشارع إلى الإدارة العامة للمرور.

### الكاميرات المتحركة

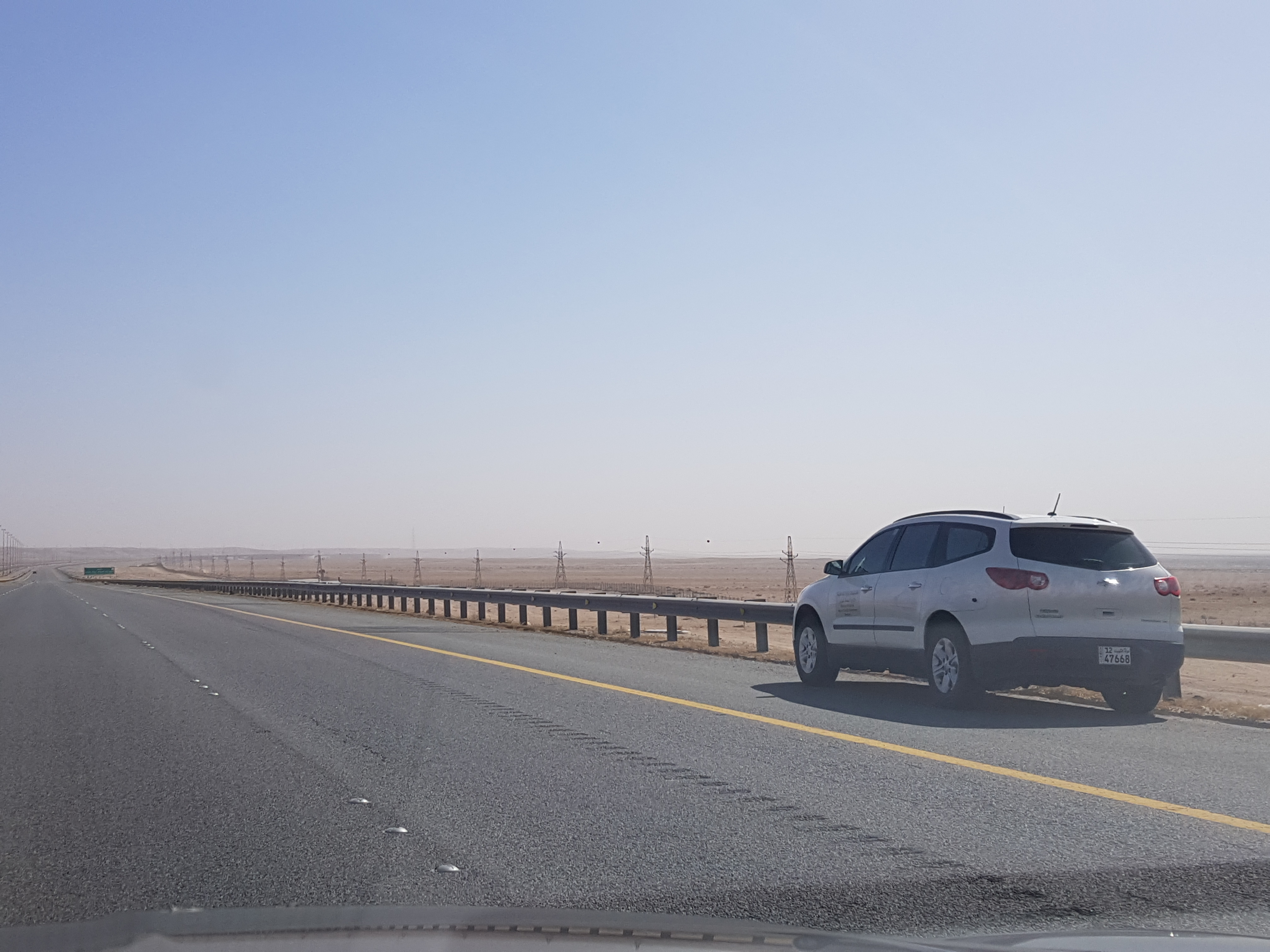
كاميرا داخل مركبة تتبع وزارة الداخلية ترصد المخالفين

توفر وزارة الداخلية ايضاً كاميرات مُتحرِكة وغير ثابته توضع غالباً بالطرق الخارجية الغير مزدحمة، ايضاً يتم استخدام هذا النوع من الكاميرات عند تعطل الكاميرا الثابتة لفترة طويلة. أهم ميزة لهذا النوع من الكاميرات هي سهولة التنقل، حيث تستطيع تغيير مكانها عند الحاجة.

### الدوريات الذكية
تم تدشينها أواخر عام 2009 وتحتوي على ثلاثة أنظمة
1. نظام إلتقاط لوحات المركبات الياً بالإضافة إلى الكشف عما إذا كانت السيارة مطلوبة أمنياً.
2. نظام توثيق الأحداث بكاميرا فيديو موضوعة في اعلى الدورية (Dashcam).
3. نظام الرادار لرصد سرعات المركبات المختلفة.

## كتف الطريق

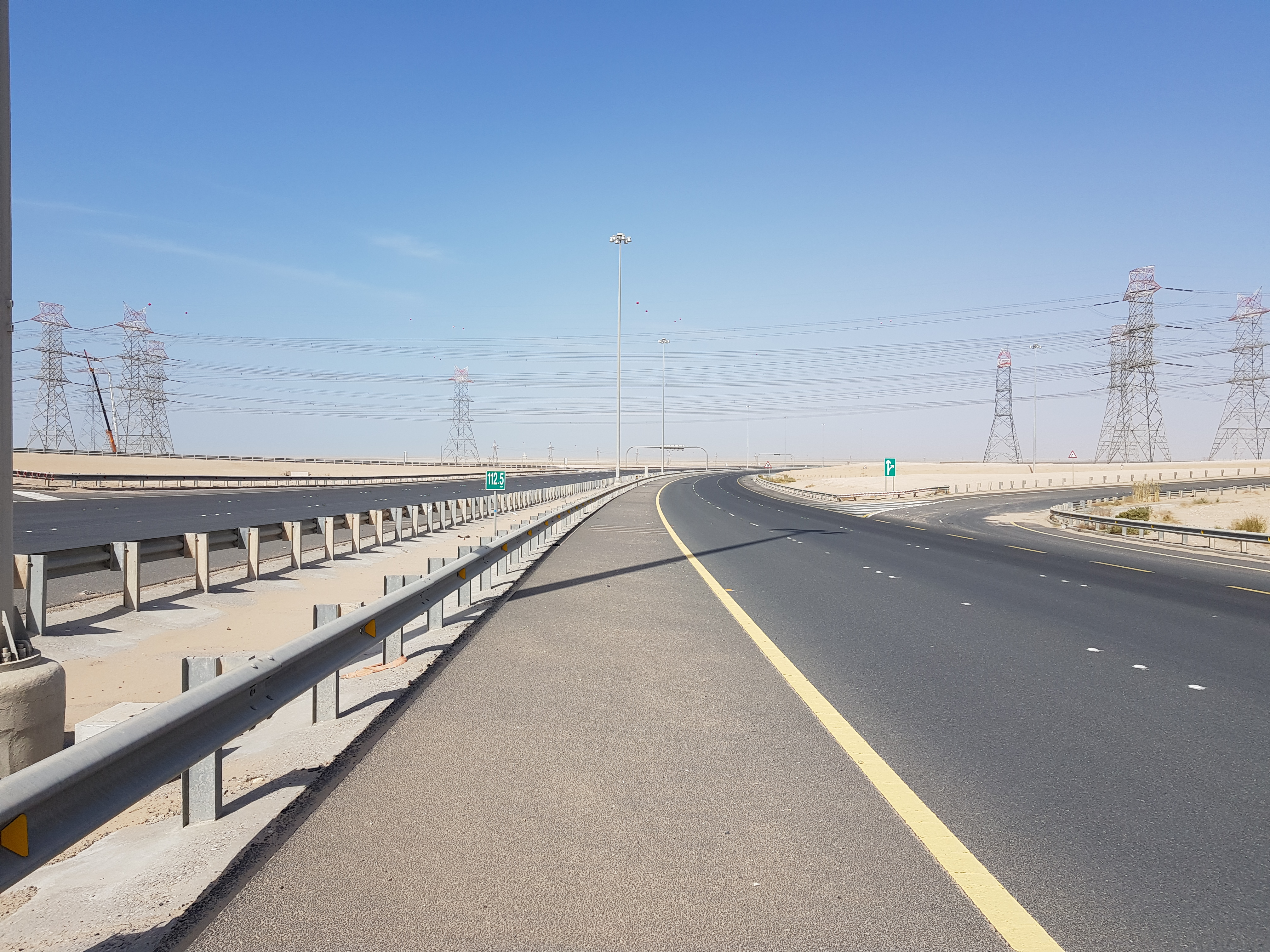
حارة أمان يسرى, طريق الشيخ سعد العبدالله السالم الصباح

كتف الطريق أو حارة الأمان كما يقال لها في دولة الكويت، هي حارة كانت تستخدم بشكل خاص لسيارات الإسعاف والمرور والدفاع المدني في حالة الإزدحام المروري فقط، وايضاً كانت تستخدم في حالات الطوارئ عند تعطل المركبة. يتم تمييز هذه الحارة عن باقي الحارات من خلال خط أصفر غير متقطع على طول الطريق.
بسبب كثرت المخالفين في أوقات الذروة (حيث بلغ عدد مخالفين استخدام كتف الطريق لأكثر من 10 الاف مخالف في شهر واحد فقط في سنة 2015 ) وأيضاً بسبب زيادة الكثافة المرورية على جميع طرقات دولة الكويت، دعا ذلك إلى تحرُك وزارة الداخلية للسماح باستخدام حارة الأمان اليسرى فقط وبحالات خاصة حيث تم البدء في هذا القرار من تاريخ 12-مايو-2015.

### السماح باستخدام كتف الطريق الأيسر
أعلن وزير الداخلية المساعد لشئون المرور اللواء/ عبد الله يوسف المهنا في تاريخ 12/مايو/2015 السماح باستخدام حارة الأمان اليسرى فقط وفي بعض الطرق الرئيسية وبفترات محددة وتحت شروط معينة. مع إستمرار منع استخدام حارة الأمان اليمنى حيث انها مخصصة بشكل حصري للطوارئ.

### شروط الاستخدام
1. يُسمح باستخدام حارة الأمان اليسرى منذ الساعة الثامنة صباحاً وحتى الساعة الثانية عشر من منتصف الليل من كل يوم.[17] [18]
2. يجب أن يكون الطريق مزدحم لإستخدام حارة الأمان اليسرى، حيث يُمنع استخدام الحارة لغرض التعدي عندما يكون الشارع غير مزدحم.
3. حدود السرعة داخل حارة الأمان اليسرى هي 45 كم/ساعة كحد أقصى.
4. يُسمح باستخدام حارة الأمان اليسرى في هذهِ الطرق فقط:
  - طريق 30 (طريق الفحيحيل) من تقاطعه مع الدائري السادس إلى الدائري الثالث والعكس.
  - طريق 40 (طريق الملك فهد) من تقاطعه مع الدائري السادس إلى الدائري الأول والعكس.
  - طريق 50 (طريق الملك فيصل) من تقاطعه مع الدائري السادس إلى الدائري الرابع والعكس.
  - طريق 60 (طريق الغزالي) من تقاطعه مع الدائري السادس إلى الدائري الرابع والعكس.
  - الدائري الخامس (طريق الشيخ زايد) من تقاطعه مع طريق 30 (طريق الفحيحيل) إلى منطقة الأندلس والعكس.
  - الدائري السادس (طريق جاسم الخرافي) من تقاطعه مع طريق 30 (طريق الفحيحيل) إلى تقاطع مستشفى الفروانية (شرق العارضية) والعكس.

### عقوبة الاستخدام المخالف
قررت وزارة الداخلية تغليض عقوبة استخدام حارة الأمان عند إستخدامها في غير الأوقات المسموح بها إستخدامه. وأيضاً تُطبق العقوبة على مستخدمي حارة الأمان اليمنى. فقد اصدر وكيل وزارة الداخلية المساعد لشؤون المرور قراراً بمخالفة مستخدمي حارة الأمان في غير الشروط المذكورة سابقاً، وقد تم تصنيف المخالفات إلى 3 أنواع:
1. في حال ضبط مركبة تسير على الحارة اليسرى للطرق المسموح بالسير فيها في الأوقات المسموح بها بسرعة تزيد على 45 كم/ ساعة، يتم تسجيل «مخالفة تعليمات رجال الشرطة» وهي غرامة لا تزيد على خمسة عشر ديناراً.[20]
2. في حال ضبط المركبة تسير على الحارة اليسرى للطريق في الأوقات غير المسموح بها، يتم تسجيل «مخالفة السير على كتف الطريق» وهي الحبس مدة لاتزيد على خمسة عشر يوما، وبغرامة لاتزيد على خمسة وعشرين دينارا أو بإحدى هاتين العقوبتين.[21] ويجوز حجز المركبة لمدة لا تتجاوز الشهران.
3. في حالة السير على الحارة اليمنى للطريق، فسيتم ضبط المركبة وتسجيل «مخالفة السير على كتف الطريق» وهي الحبس مدة لاتزيد على خمسة عشر يوما، وبغرامة لاتزيد على خمسة وعشرين دينارا أو بإحدى هاتين العقوبتين. ويجوز حجز المركبة لمدة لا تتجاوز الشهران.

## مشاريع الطرق
| اسم المشروع                                           | موقع المشروع                                                     | الوضع           | تاريخ بداية المشروع | تاريخ إنتهاء المشروع                                                                     | المناطق المستفيدة من المشروع | التكلفة (بالمليون دينار كويتي) | الشركة المنفذة                                                                  | الوكيل المحلي                                     | ملاحظات خاصة |
| ----------------------------------------------------- | ---------------------------------------------------------------- | --------------- | ------------------- | ---------------------------------------------------------------------------------------- | --- | ------------------------------ | ------------------------------------------------------------------------------- | ------------------------------------------------- | ------------ |
| الدائري الخامس                                        | غرب الدائري الخامس                                               | تحت الإنشاء     | أبريل 2016          | الربع الأول من عام 2020                                                                  | الرابية، العارضية، الفردوس، الأندلس، الصليبية، القيروان، محافظة الجهراء                                                                     | 108.800                        | China First Highway Engineering Co., Ltd.                                       | شركة المجموعة المشتركة للمقاولات                  |              |
| الدائري الرابع                                        | الدائري الرابع بالكامل من منطقة السالمية وحتى دوار الامم المتحدة | مرحلة التصميم   | مطلع 2020           |                                                                                          | السالمية، حولي، الجابرية، السرة، الروضة، قرطبة، العديلية، الخالدية، اليرموك، الري، الشويخ الصناعية، الرقعي، الأندلس                         |                                |                                                                                 |                                                   |              |
| الدائري 6.5                                           | شمال مطار الكويت الدولي                                          | تحت الإنشاء     | أكتوبر 2016         |                                                                                          | مطار الكويت الدولي، جليب الشيوخ، عبد الله المبارك، جامعة الشدادية (مدينة صباح السالم الجامعية), جنوب عبد الله المبارك، غرب عبد الله المبارك | 97                             | Metallurgical Corporation of China Ltd.                                         | شركة خالد علي الخرافي واخوانه للمقاولات الانشائية |              |
| طريق الصبية (طريق الشيخ سعد العبد الله السالم الصباح) | شمال دولة الكويت                                                 | تم الإنتهاء منه |                     | - المرحلة الأولى: اغسطس 2009 - المرحلة الثانية: ديسمبر 2009 - المرحلة الثالثة: 30/6/2014 | الصبية، مدينة الحرير، جزيرة بوبيان، شمال دولة الكويت                                                                                        | 102                            | - المرحلة الثانية: شركة شباب الخليج العالمية وشركة شاهين الغانم (مناقصة مشتركة) | -                                                 |              |